# Paida pulchra
Paida pulchra is een vlinder uit de familie uilen (Noctuidae). De wetenschappelijke naam van deze soort is voor het eerst geldig gepubliceerd in 1863 door Trimen.
De soort komt voor in tropisch Afrika.